# Macujamai várkastély (Ijo)
A macujamai várkastély (japánul 松山城, Hepburn-átírással Matsuyama-jō) 1603-ban épült a 132 méteres Kacujama-hegyen, Macujama városában, Ehime prefektúrában (a volt Ijo tartomány).

## Története
1583-ban Kató Josiaki a sizugatakei csatában Tojotomi Hidejosi vazallusaként harcolt, itt végzett szolgálataiért megjutalmazták és Maszaki urává nevezték ki 60 000 Koku (japánul 石) éves bevétellel. Hidejosi halála után Kató a Tokugava-klánhoz csatlakozott és a Tojotomi-klán ellen harcolt a szekigaharai csatában, növelve bevételét 200 000 Kokura. Ennek a bevételnek köszönhetően 1602-ben elkezdte a macujamai kastély építtetését.
1627-ben Kató Josiakit áthelyezték az Aidzu klánhoz, mielőtt elkészült volna a kastély. Ezt követően Gamó Tadatomo vette át a várkastély irányítását, és befejezte a ninomaru, második védelmi vonal építését. Gamó Tadatomo 1634-ben halt meg örökösök nélkül, nem sokkal a ninomaru befejezése után. Birtokait elkobozták, és nagy részét egy Tokugava daimjónak adományozták (ezen daimjók a Tokugava család örökös vazallusai voltak a szekigaharai csata előtt). 
Tadatomo után Macudaira Szadajuki lett a vár új ura. 1642-ben új vártornyot épített fel. Örökösei halála után is uralták a kastélyt. 
1784-ben a vártornyot villámcsapás érte és leégett. 
A cujamai kastély és a himedzsi várkastély is ugyanebben az időszakban épült hirajama (japánul 平山城  lapos dombtetőn épített vár) stílusban. A kastély túlélte a Meidzsi-restaurációt, de egyes részei idővel rossz állapotba kerültek. A korai Meidzsi-korszakban sok vár a kormány irányítása alatt volt. Macujamában a kormány folytatta a kastélypark létrehozását, és a várfal egy része a prefektúra székhelyének adott otthont. 

## Szerkezete
A várkastély három részből áll: első a Honmaru, a fő védelmi gyűrű, második a Ninomaru, a második védelmi vonal, a harmadik, Szannomaru pedig az előző kettőt körülvevő várfal. A Honmaruban található a főkastély, a Ninomaru (a helyi úr egykori lakóhelye) egy kert, a Szannomaru pedig egy nagy park.
Az északi saroktornyot (bal oldalon) és a déli saroktornyot (jobb oldalon) folyosók kötik össze egymással. Mindkettő tetején van egy kisebb tornyocska.

## Galéria

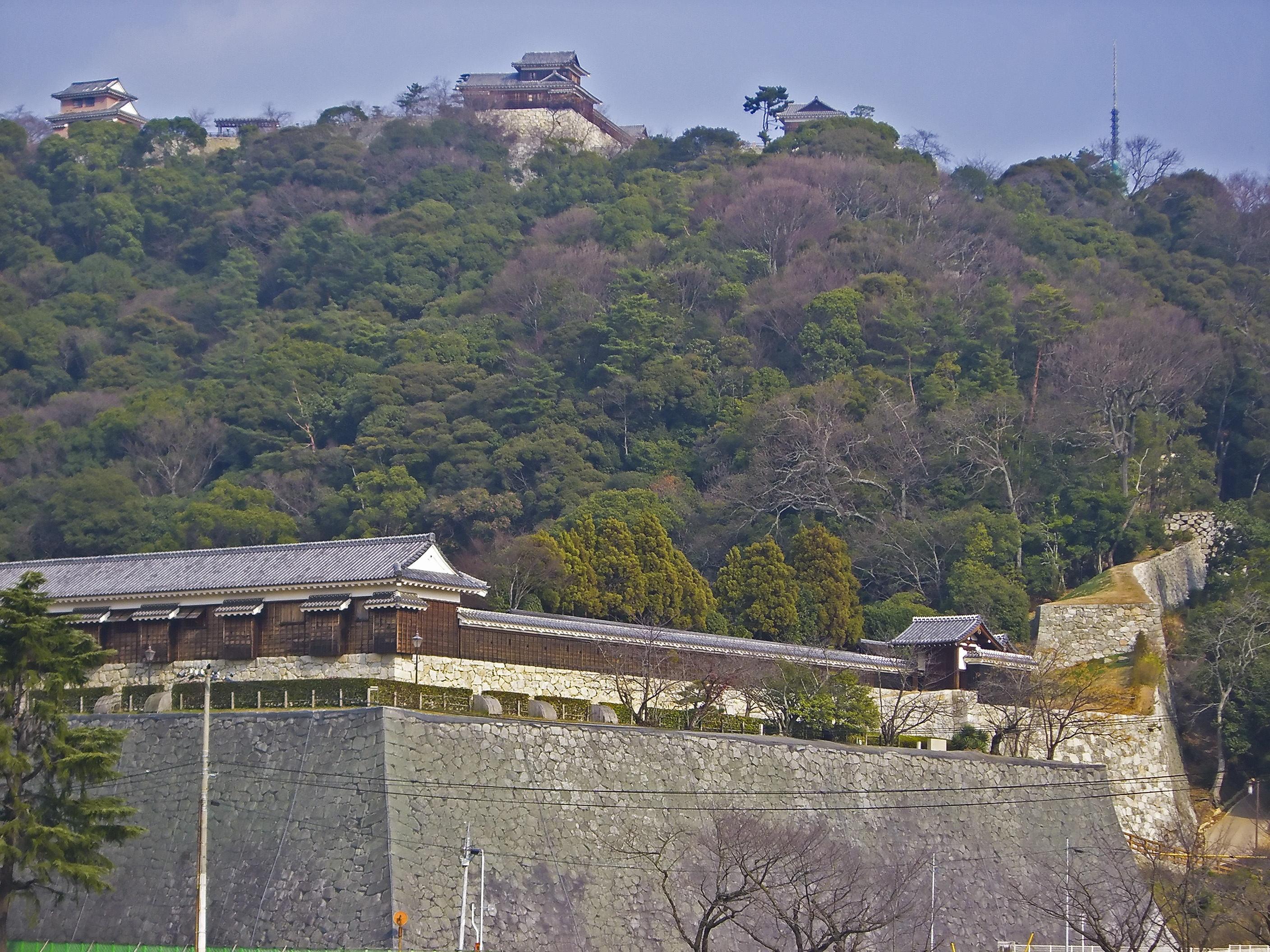
A Kacujama-hegy látképe
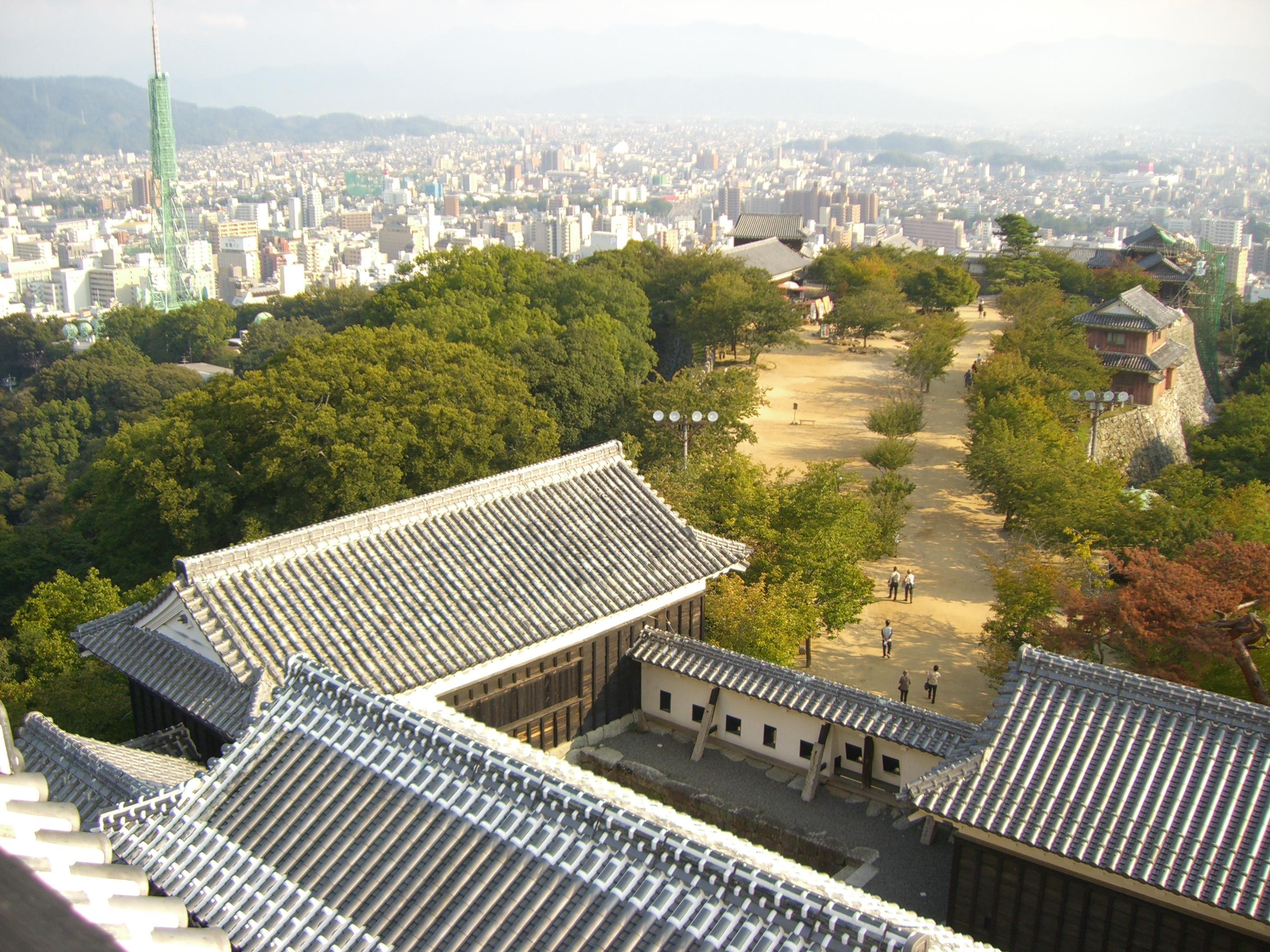
Látkép a macujamai várkastély tornyából
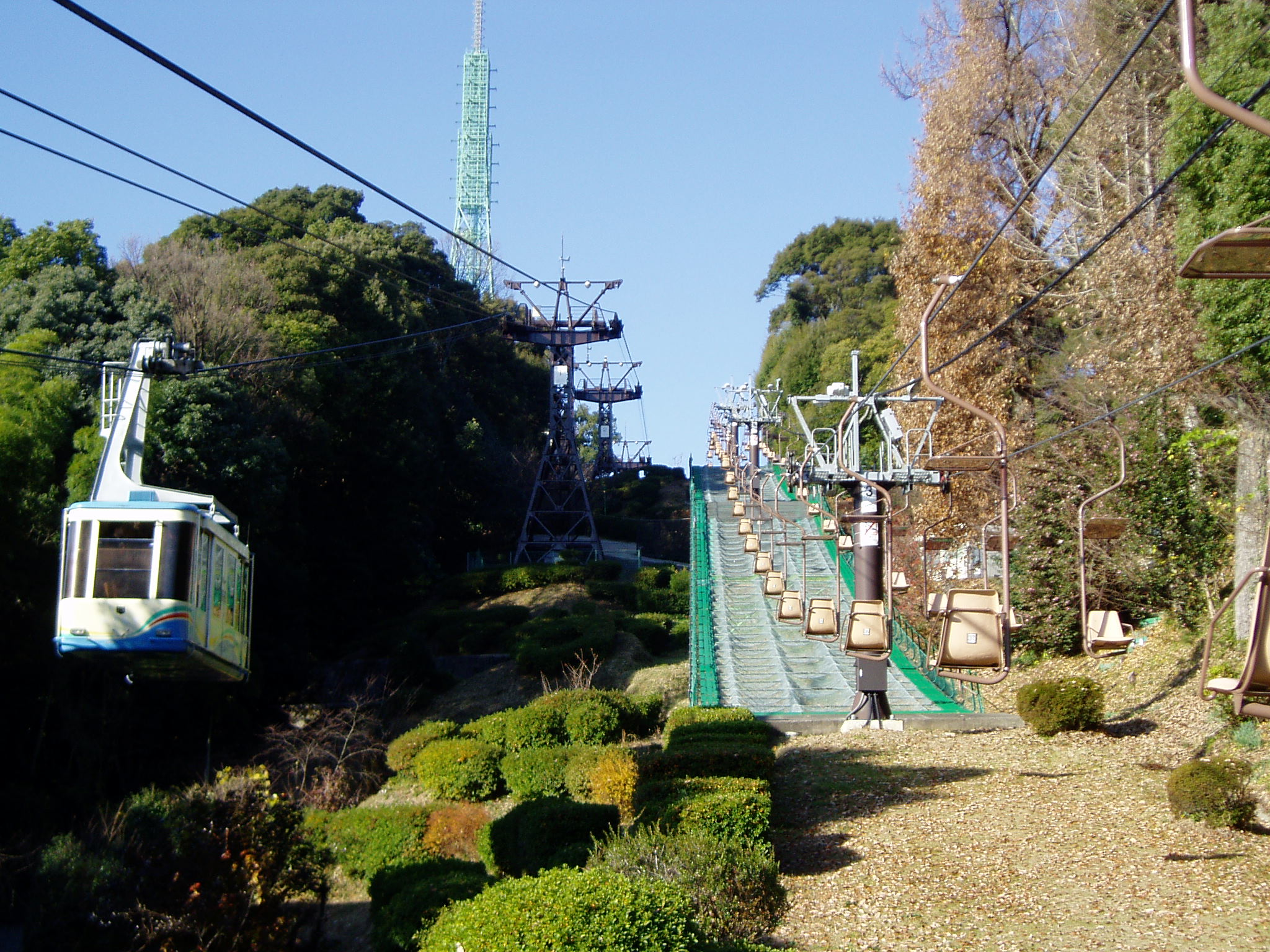
Kötélpálya a kastélynál
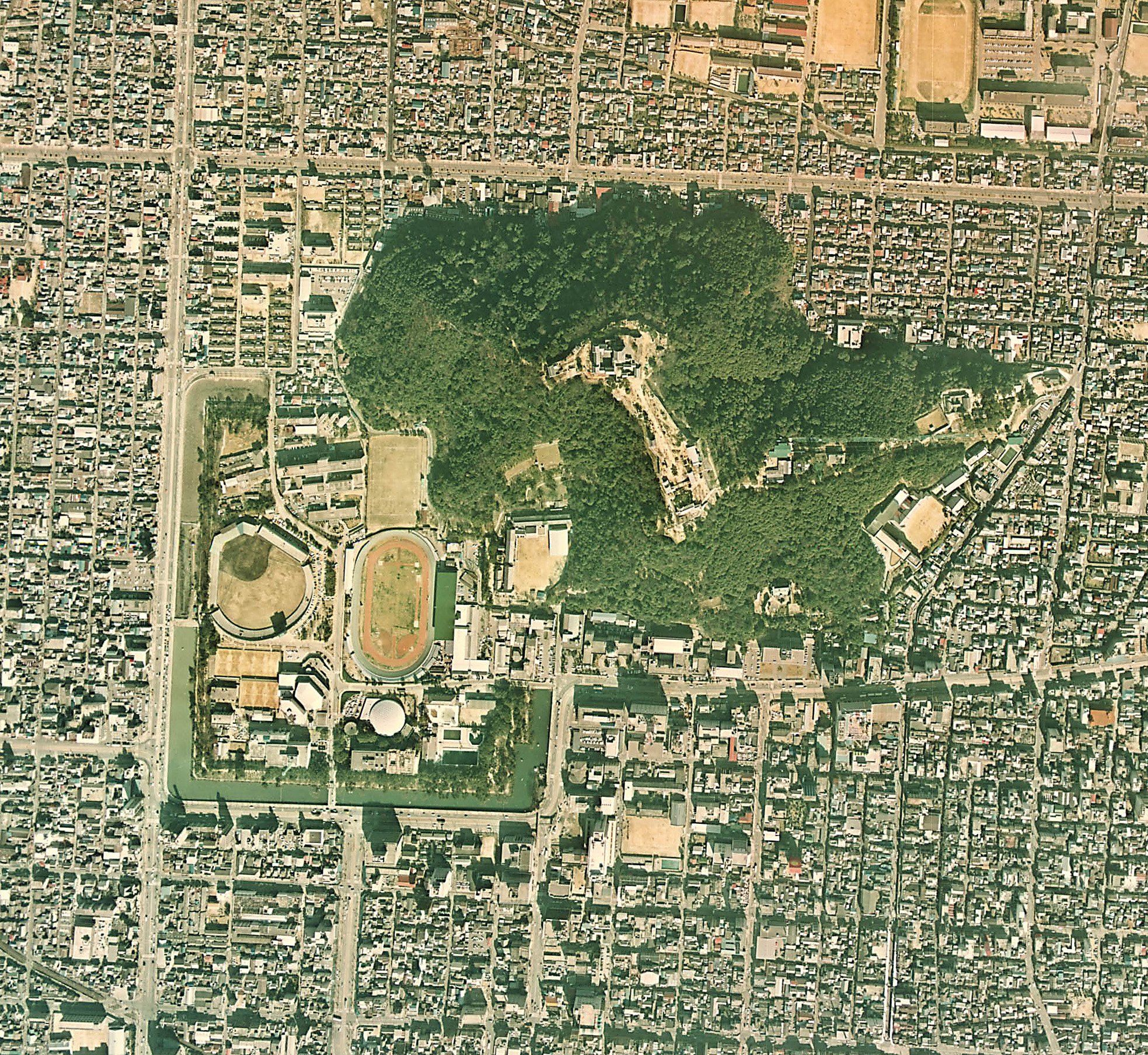
Légifelvétel a macujamai kastélyról (1974)
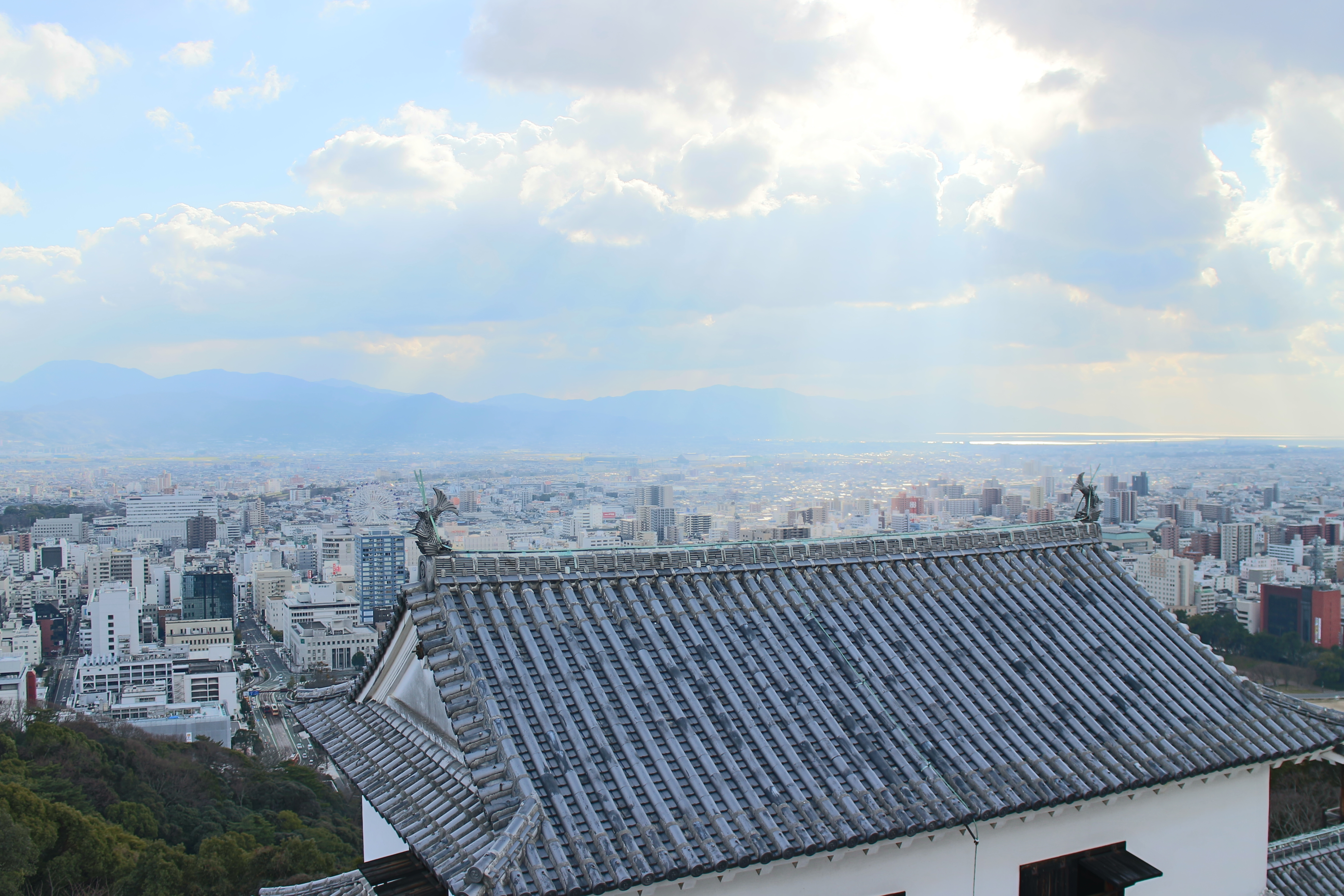
Macujama városa a kastélyból

## Fordítás
Ez a szócikk részben vagy egészben  a   Matsuyama Castle (Iyo) című angol Wikipédia-szócikk fordításán alapul.  Az eredeti cikk szerkesztőit annak laptörténete sorolja fel. Ez a jelzés csupán a megfogalmazás eredetét és a szerzői jogokat jelzi, nem szolgál a cikkben szereplő információk forrásmegjelöléseként.